# Щиглево (Боровский район)
Щиглево — деревня в Боровском районе Калужской области. Входит в состав сельского поселения «Деревня Асеньевское». Щигол (щегол) — прозвищное имя

## География
Стоит на берегу реки Лужа,  рядом Абрамовское, Хитрово.

## Население
| 2002 | 2010 |
| ---- | ---- |
| 2    | ↗3   |

## История
В 1782 году деревня Щиголева Григория Алексеевича и Фёдора Алексеевича Замыцких, Бориса Петровича и Василия Петровича Кошелева, Петра Семёновича Загряжского.